# 王震起
王震起（？—？），山東濰縣人，清朝政治人物。

## 生平
順治十二年（1655年）乙未科進士。累遷戶部郎中。康熙九年（1670年）接替田本沛，擔任福建提學道。